# لاوسون هاريس
ويليام لاوسون هاريس (بالإنجليزية: Lawson Harris)‏ (30 يونيو 1897 – 31 مارس 1948) كان مخرج وممثل أمريكي قام بعدة أفلام في أستراليا. هاريس كان والد الممثل والمخرج جون ديريك.
ولد هاريس في 30 يونيو 1897 في مقاطعة فندربور، إنديانا، كان إبنًا لويليام جيمس هاريس (1874–1908) وإيليزابيث بيتي هاولي (1877–؟). تزوج من الممثلة دولوريس جونسون (1903–1957)، معاً كانا والدي جون ديريك، الذي كان بنفسه ممثلاً ومخرجاً.
في 1921، أعلن أنه سينتج فيلمًا عن عودة اليهود إلى القدس، إلا أنه أنتج في النهاية فيلم Circumstance، عام 1922. وأنتج الفيلم لصالح شركة Austral Super Films التي أسسها مع سيسل هارجريفز.
توفي هاريس في 31 مارس 1948 في مقاطعة لوس أنجلوس، كاليفورنيا عن عمر يناهز 51 عاماً. دفن في مقبرة لوس أنجلوس الوطنية.
من أفلامه:
- ابنة لأستراليا (1922) - مخرج وممثل
- قانون أو وفاء (1922) - مخرج
- أشعة الشمس سالي (1922) - مخرج
- زوجة جاري (1924)

## وصلات خارجية
- لاوسون هاريس على موقع IMDb (الإنجليزية)
- لاوسون هاريس على موقع أول موفي (الإنجليزية)
- لاوسون هاريس على موقع كينوبويسك (الروسية)

1. ↑  "MEN AND WOMEN". The Advocate (Australia). Tasmania, Australia. 1 يونيو 1921. ص. 3. مؤرشف من الأصل في 2019-12-13. اطلع عليه بتاريخ 2018-06-18 – عبر National Library of Australia.
2. ↑  "AT THE APOLLO THEATRE". The Sun. New South Wales, Australia. ع. 1001. 4 يونيو 1922. ص. 20. مؤرشف من الأصل في 2019-12-13. اطلع عليه بتاريخ 2018-06-18 – عبر National Library of Australia.